# (52226) Saenredam
(52226) Saenredam ist ein Asteroid des Hauptgürtels. Er wurde am 12. August 1974 vom niederländischen Astronomen Tom Gehrels am Palomar-Observatorium (IAU-Code 675) nordöstlich von San Diego in Kalifornien entdeckt.
(52226) Saenredam wurde am 30. Januar 2010 nach dem niederländischen Maler Pieter Jansz. Saenredam (1597–1665) benannt, dessen Schwerpunkt auf der Architekturmalerei lag und der mit seiner innovativen Technik sich dort einen Namen machte und zum Vorbild weiterer Architekturmaler wurde.